# Prorachias bristowei
Prorachias bristowei är en spindelart som beskrevs av Cândido Firmino de Mello-Leitão 1924. 
Prorachias bristowei ingår i släktet Prorachias och familjen Nemesiidae. Inga underarter finns listade i Catalogue of Life.